# Scum (groupe)
Pour les articles homonymes, voir Scum.
Scum est un groupe de black metal américano-norvégien, originaire d'Oslo. Le son du groupe est hybride, fusionnant les genres de prédilections des membres, mêlant punk et black metal. Depuis la publication de leur premier album Gospels for the Sick, l'activité du groupe est en suspens.

## Biographie
Scum est formé en 2004 par des membres d'Amen, Emperor, Turbonegro et MindGrinder. Le projet est initié en 2002 en Norvège lorsqu'un groupe de musiciens se réunit pour parler de l'enregistrement d'un album qui impacterait la scène musicale comme jamais,.
Ils enregistrent leur premier album, Gospels for the Sick, en une seule session en 2004, au Crystal Canyon Studios en Norvège,. Gospels for the Sick est publié en 2005 au label Tabu Records,. La même année, ils montent une fois sur scène lors d'un festival norvégien (Øya festivalen) en 2005. 

## Discographie
- 2005 : Protest Life (single)
- 2005 : Gospels for the Sick

## Membres
- Casey Chaos (Amen) – chant (2002–2005)[1]
- Bård Faust (Emperor, Aborym) – batterie (2002–2005)[1]
- Samoth (Zyklon, Emperor)– guitare (2002–2005)[1]
- Cosmocrator (MindGrinder)c– guitare (2002–2005)[1]
- Happy-Tom (Turbonegro) – basse (2002–2005)[1]